# Graham Arnold
Graham Arnold (Sydney, Austràlia, 3 d'agost de 1963) és un entrenador i exfutbolista australià que jugava en la posició de davanter.
Ha sigut internacional amb la selecció australiana amb la qual va disputar 54 partits.
Trajectòria com a entrenador:
- 1989–1990 Sydney United
- 1998–2000 Northern Spirit
- 2000–2006  Austràlia (assistent)[3]
- 2006–2007  Austràlia
- 2007–2008 Austràlia sub-23
- 2008–2010  Austràlia (assistent)
- 2010–2013 Central Coast Mariners
- 2014 Vegalta Sendai
- 2014–2018 Sydney FC
- 2018–present  Austràlia
- 2018–present Austràlia sub-23